# Луноход 3
Луноход 3 (8ЕЛ № 205) е третият спускаем самоходен апарат, предвиден да се изпрати от СССР към Луната с цел изследване на нейната повърхност по програмата Луноход.
Доставката на „Луноход-3“ е планирана за 1977 г. с мисия Луна 25, която е отменена.
Апаратът е построен през 1975 г. от НПО „Лавочкин“, където са строени и другите апарати от програмата. Основната разлика спрямо останалите си събратя е усъвършенстваната телевизионна система, която вече е стереоскопична. Също така има две допълнителни камери на подемната платформа, като и те са стереоскопични. Стереодвойките камери са разположени в херметична кутия, която има възможност да се завърта, което разширява техният обзор. „Луноход 3“ е напълно окомплектован и с проведени всички наземни изпитания за полет до Луната.
„Луноход-3“ се намира в музея на НПО „Лавочкин“.